# Helicodontium minutum
Helicodontium minutum là một loài Rêu trong họ Myriniaceae. Loài này được A. Jaeger mô tả khoa học đầu tiên năm 1878.